# Gigantodax rufidulus
Gigantodax rufidulus är en tvåvingeart som beskrevs av Peter Wolfgang Wygodzinsky och Coscaron 1989. Gigantodax rufidulus ingår i släktet Gigantodax och familjen knott. Inga underarter finns listade i Catalogue of Life.